# 239-й гвардейский танковый полк

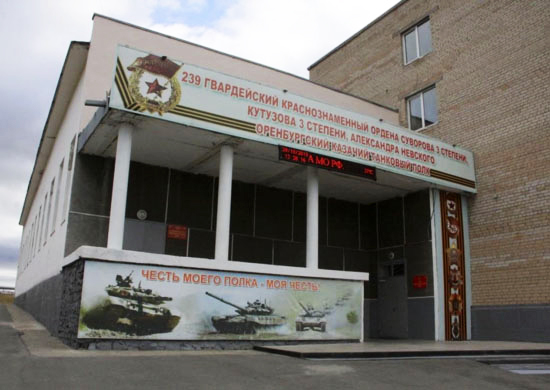
Штаб

239-й гвардейский танковый Краснознамённый, орденов Жукова, Суворова, Кутузова и Александра Невского Оренбургский казачий полк (сокр. 239 тп, в/ч 89547) — тактическое формирование Сухопутных войск Российской Федерации.
Находится в составе 90-й гвардейской танковой дивизии, дислоцируется в г. Чебаркуль. В период 2009—2016 гг. носил наименование 7-я отдельная гвардейская танковая Краснознамённая, орденов Суворова, Кутузова и Александра Невского Оренбургская казачья бригада.

## История
Полк сформирован в августе 1941 года в городе Бийске Алтайского края как 240-й кавалерийский полк в составе 73-й кавалерийской дивизии.
Боевое крещение принял 18 августа 1941 года за город Почеп Брянской области у деревни Житня.
Полк в составе 73-й кавалерийской дивизии в мае 1942 года передислоцировался на станцию Бердино Брянской области, где влился в состав 55-й кавалерийской дивизии 8-го кавалерийского корпуса. Полку был присвоен номер 84.
22 октября 1942 года решением Ставки Верховного главнокомандования был вновь создан Юго-Западный фронт, в состав 5-й танковой армии которого вошёл 8-й кавкорпус (и в том числе 55-я кавалерийская дивизия). К 8 ноября корпус вышел к реке Дон и начал контрнаступление.
С 16 декабря 1942 года 55-я кавалерийская дивизия участвовала в Среднедонской наступательной операции Юго-Западного и части сил Воронежского фронтов.
Во второй половине декабря 1942 г. — в начале января 1943 г. в составе 8-го кавалерийского корпуса участвовала в боях по освобождению станции Чернышков и городов Чернышковский и Морозовск Донецкой области. В ходе этих боёв дивизия понесла большие потери.
За успешный глубокий рейд, в феврале 1943 года в тылу противника, по направлению Чернухино — Дебальцево, полку присвоено гвардейское звание.
В феврале 1943 года полк вошёл в состав 15-й гвардейской кавалерийской дивизии 7-го гвардейского кавалерийского корпуса
Боевой путь закончен у города Ратенов западнее Берлина.
6 сентября 1945 года 55-й гвардейский кавалерийский полк переформирован в 42-й гвардейский механизированный полк 12-й гвардейской механизированной дивизии. 16 мая 1957 года полк переформирован в 295-й гвардейский мотострелковый Краснознамённый, орденов Суворова, Кутузова и Александра Невского полк (в/ч 43022) 33-й гвардейской танковой дивизии.
В 1968 году полк в составе 15-й гвардейской танковой дивизии принимал участие в выполнении интернационального долга по защите завоеваний социализма в Чехословацкой СР.
1 июня 2009 года в связи с реформой Вооружённых сил на основании директивы командующего войсками Приволжско-Уральского военного округа № 11/20/1/080 295-й гвардейский мотострелковый Краснознамённый, орденов Суворова, Кутузова, Александра Невского Оренбургский казачий полк переформирован в 7-ю отдельную гвардейскую танковую бригаду с сохранением всех наград, знамени, исторического формуляра, традиций и боевой славы формирования.
1 декабря 2016 года на базе 7-й отдельной гвардейской танковой бригады была развёрнута 90-я гвардейская Витебско-Новгородская дважды Краснознамённая танковая дивизия.
19 августа 2017 года полк отметил 76-ю годовщину со дня образования.
В 2022 году полк принимал участие во вторжении России в Украину. По данным издания Meduza, военнослужащий полка Михаил Романов совершил изнасилование в селе Богдановка Броварского района Киевской области. Над ним идёт судебный процесс об убийстве местного жителя и изнасиловании его жены.
15 июня 2022 года президент России Владимир Путин подписал указ о награждении полка орденом Жукова «За массовый героизм и отвагу, стойкость и мужество, проявленные личным составом полка в боевых действиях по защите государственных интересов». Впервые с начала вторжения на Украину данная награда была вручена подразделению Вооруженных сил РФ.
По итогам боёв за Авдеевку 239-му танковому полку объявлена благодарность Верховного главнокомандующего Вооружёнными силами в поздравительной телеграмме генерал-полковнику А. Н. Мордвичёву от 17 февраля 2024 года.

## Почётные наименования
- «Гвардейская» (14.02.1943) — за отличные боевые действия под городом Ворошиловград (Приказ Наркома обороны И. В. Сталина № 78 от 19.02.1943)
- Орден Красного Знамени (19.08.1944)
- Орден Суворова 3-й степени (19.02.1945)
- Орден Александра Невского (25.04.1945)
- Орден Кутузова 3-й степени (28.05.1945)
- «Оренбургская казачья» (15.06.1994)
- Орден Жукова (15.06.2022) — за массовый героизм и отвагу, стойкость и мужество, проявленные личным составом полка в боевых действиях по защите государственных интересов[10]

## Командиры
7-я отдельная гвардейская танковая бригада
- полковник Трифонов, Андрей Сергеевич[11]
- полковник Гладких, Вячеслав Владимирович[12]
- гвардии полковник Кулаков, Кирилл Денисович[13][14]

239-й гвардейский танковый полк
- Шиц, Иван Александрович[15] (с ноября 2021 года).

## Мемориальная комната
В октябре 2019 года имя майора Семёна Хохрякова навечно внесено в списки 239-го гвардейского танкового полка 90-й гвардейской танковой дивизии и зачитывается каждый вечер во время воинского ритуала вечерней поверки. В расположении полка в память о Хохрякове открыта мемориальная комната. Памятное помещение, оформленное в стилистике военного времени, размещено в казарме танкового батальона. В комнате находится кровать героя-фронтовика, портрет и его бюст на отдельном постаменте. Стены украшены стендами с описанием боевого пути легендарного комбата-танкиста и его подвигов.
Майор Хохряков, Семён Васильевич — танкист-ас служивший в 54-й гвардейской танковой бригаде. Уроженец Челябинской области. Дважды Герой Советского Союза, один из самых результативных танкистов Великой Отечественной войны. Принимал участие в боевых действиях по освобождению городов Староконстантинова и Проскурова в 1944 и Ченстоховы и Бунцлау в 1945 годах. Под Староконстантиновом батальон Хохрякова, в котором оставалось четыре танка, принял бой с 25 немецкими танками, из которых экипаж Хохрякова уничтожил три танка.

## Общественная деятельность
- Бригада занималась военно-патриотическим воспитанием молодежи, на её базе постоянно проводились различные сборы[17].